# DARPA FALCON計画

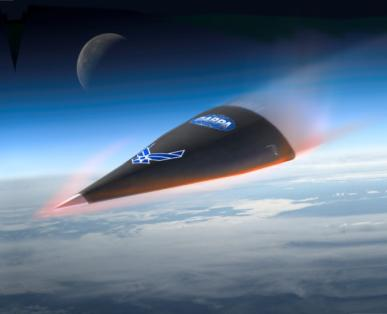
大気圏に再突入する(HTV) 2

DARPA FALCON計画(Force Application and Launch from CONtinental United States)とは国防高等研究計画局（DARPA）とアメリカ空軍（USAF）がen:Prompt Global Strikeの一環として進める極超音速飛行体の計画。

## 概要
この計画は再利用可能な高速打撃極超音速兵器システム（HWS）の開発を目的とする。新しい名称は極超音速巡航機（HCV）で極超音速の巡航速度までHCVを加速することができる発射システムの開発、そして小型衛星の打ち上げが含まれる。2003年に発表され2006年まで継続された。
Falcon計画の一環として発表された最新のプロジェクトは、滑走路から離陸してマッハ6まで加速する無人航空機HTV-3XBlackswiftである。覚書は2007年9月に調印されたがこの計画は必要な資金を調達出来なかったために2008年10月に中止された。
FALCON計画は現在、極超音速の大陸間弾道ミサイル、巡航ミサイル、宇宙船および民間の再使用と使い捨ての打ち上げロケット用の汎用的な航空プラットフォームであるX-41 Common Aero Vehicle（CAV）に主眼が置かれている。Hypersonic Technology Vehicle-2 2（HTV-2）の試作機は、2010年4月22日に最初に飛行試験が実施され、その後、2011年8月11日に別の試験が実施された。両方の試験は早期に中止された。

## 開発
この計画の目的は、常に米国本土から1〜2時間以内に地球上のあらゆる地点に到達できる航空機を開発することだった。1957年に計画されたダイナ・ソアは最初の計画で滑走路から出発するのではなく、スペースシャトルと同様に、航空機はロケットで垂直に打ち上げられ、地球に滑空して帰還する予定だった。元来シャトルはアメリカ空軍の作戦の一部として意図されていて軍事用の発射施設がヴァンデンバーグ空軍基地に建設されたものの、使用されなかった。 1957年から1963年までのダイナソア計画の後、宇宙船は秘密にされた。1960年代半ばに、CIAはアイシングラス計画と呼ばれる超音速偵察機の開発に着手した。

## FALCON
全体的なFALCONプログラムは2003年に発表された、それはペイロードの軌道への投入と極超音速兵器という2つの主要な構成要素を持っていた。
かつてレーガン政権において戦略防衛構想（"スターウォーズ"）のディレクターを務めたヘンリーF.クーパーによると、1970年代、1980年代、そして1990年代にスペースシャトルを除く宇宙船の計画では40億ドルの費用がかかったが、1950年代と1960年代のダイナソア、アイシングラス、Rheinberry、および21世紀のすべての宇宙船計画のための資金は含まれていない。彼は2001年に米国が数十億ドルと引き換えに受け取ったものはすべて「4機の老朽化したシャトル、墜落した機体、予備部品の供給源、ならびにいくつかの滑空試験機および展示品」であると議会に語った。他の人たちは、2008年会計年度に1億7000万ドルを割り当てられたFALCONとその前任者が必要に応じてスペースグライダーを開発する機会を米国に与えたと主張する。

## 打ち上げ機
2003年のDARPA FALCON計画の第一段階では、機体の開発作業が発表された。以下の企業が契約した。
- ネバダ州リノのAirLaunch LLC
- ワシントン州シアトルのAndrews Space Inc.
- カリフォルニア州ビクタービルのExquadrum Inc.
- アラバマ州ハンツビルのKT Engineering
- ルイジアナ州ニューオーリンズのロッキード・マーティン
- カリフォルニア州エルセグンドーのMicrocosm Inc.、
- バージニア州ダレスのオービタル・サイエンシズ
- マサチューセッツ州チェルムズフォードのSchafer Corp.
- カリフォルニア州エルセグンドーのスペースX

ロッキード・マーティンは、2004年に技術をさらに開発して計画の技術的リスクを軽減するためのフェーズ2 HWS契約を唯一の受けた。
フェーズ2契約の後、DARPAと米空軍は極超音速機プラットフォームの開発を続行した。
計画の一環として、極超音速機で一連の飛行試験が実施された。
FALCON計画は次のとおりである。
- X-41 Common Aero Vehicle（CAV）：大陸間弾道ミサイルと巡航ミサイルだけでなく、スペースシャトルと打ち上げ機のための密接に連携した開発計画。
- 極超音速技術機1（HTV-1）：もともと2007年9月に発売が予定されていた試験外燃は打ち切られた。
- 極超音速技術機2（HTV-2）：2010年4月22日に初飛行したが、テレメトリはブースターの分離後で失われた。
- HTV-3X Blackswift、中止されました。
- 小型ロケット（SLV）：完成したCAVの能力を備えた小型エンジン。

極超音速巡航機（HCV）は、5,500 kgのペイロードで2時間で9,000海里（16,668 km）を飛行可能で高く上昇してマッハ20までの速度に達する見込み。

## ブラックスウィフト
ブラックスウィフトは極超音速で飛行する予定の航空機だった。それは、ロッキードマーチンのスカンクワークス、ボーイングおよびアライアント・テックシステムズによって開発された。
2008年10月にHTV-3X或いはブラックスウィフトは2009年の防衛予算で必要な額を受け取れなかったので中止されたと発表された。極超音速巡航機計画は予算を減らして継続される予定

## 飛行試験

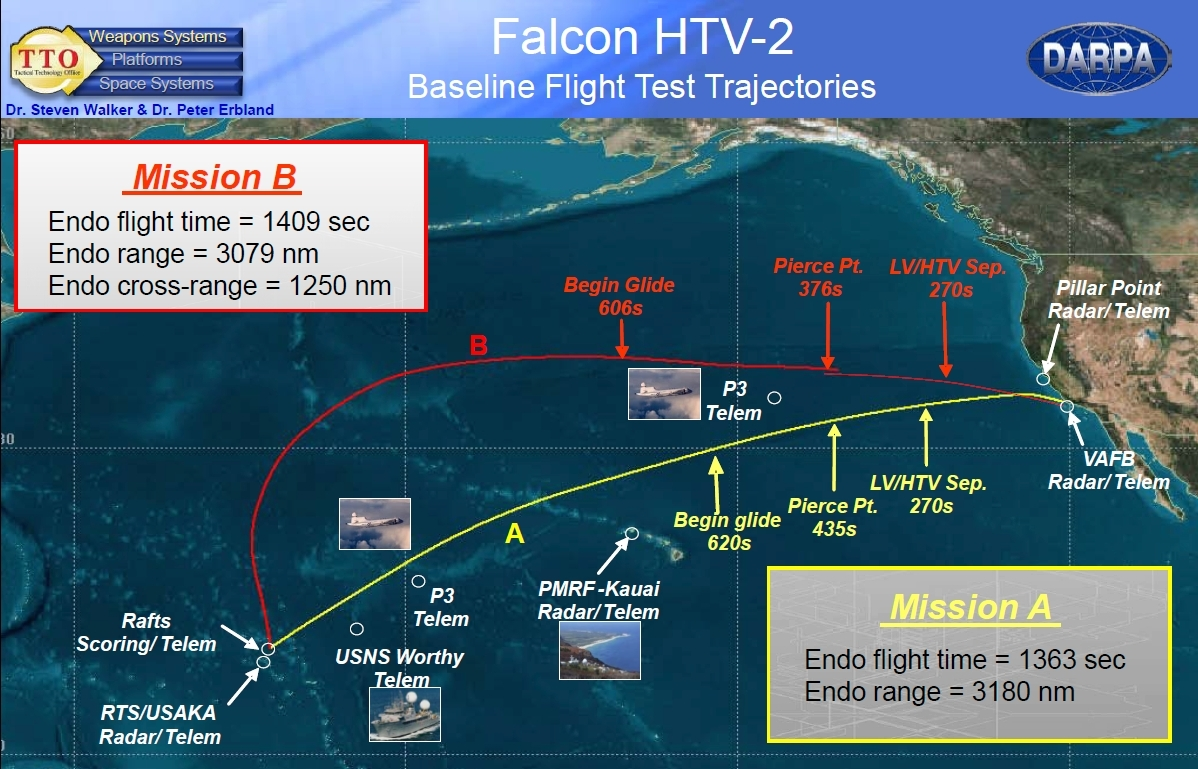
HTV 2a と 2bの飛行試験の軌道

DARPAは2機のHTV-2を飛行試験のために製造した。ミノタウロスIVロケットでHTV-2はヴァンデンバーグ空軍基地の射場から打ち上げられた。DARPAは飛行試験で熱防御装置と空力制御の実証を計画した  飛行試験はNASA、宇宙ミサイルシステムセンター、ロッキード・マーティン、サンディア国立研究所、空軍研究所 (AFRL)の Air Vehicles and Space Vehicles Directoratesの支援を得て実施された。
最初の飛行試験は2010年4月22日に実施された HTV-2滑空体はマッハ20で太平洋からクェゼリン環礁まで4,800マイル (7,700 km)を飛行した 打ち上げは成功したが、予定通りには完了しなかった。開始後9分でテレメトリが途絶した 
11月半ば、DARPAはコンピュータの自動操縦の指令が途絶しって飛行が終了したと発表した。DARPAの報道官によれば"搭載されたシステムは危険な飛行の挙動を検出したので直接海に落下するように強制的に機首上げした"と述べた。
2度目の飛行は2011年8月11日に打ち上げられた。無人のFalcon HTV-2はブースターからの分離に成功して滑空段階に入ったが、またしても開始から9分で通信が途絶して予定された30分間でマッハ20の滑空飛行は出来なかった。当初の報告では予定された安全を確保しつつ太平洋に落下したとされた 複数の評論家は2度目の失敗の結果、FALCON計画の大幅な見直しになったと述べる。